# 喜马拉雅野青茅
喜马拉雅野青茅（学名：Deyeuxia himalaica）为禾本科野青茅属下的一个种。

## 扩展阅读
- 維基物種上的相關：喜马拉雅野青茅